# 喪失公民身分

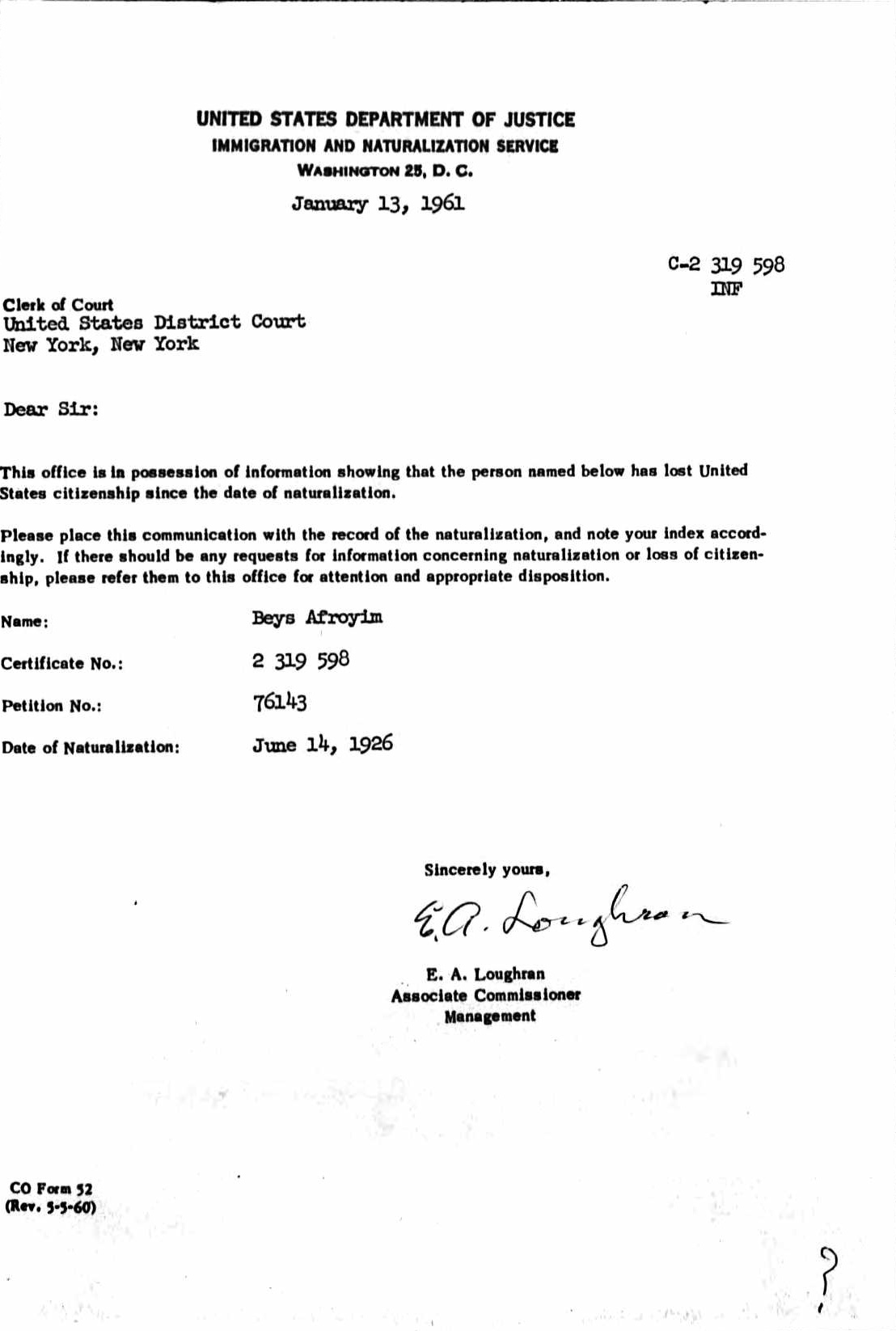
圖為美国移民及归化局於1961年發出的一封信件，上面註明贝斯·阿夫罗伊姆（Beys Afroyim）失去了美國公民身分。此事後來衍變成了著名的阿弗羅依姆訴魯斯克案。

喪失公民身分指因為某國國籍法相關規定而不再具有該國的公民身分。

## 原因
欧洲大学学院的歐盟民主觀測站（EUDO）計畫曾研究過33個歐洲國家的國籍法，並發現喪失公民身分的原因可以分為九大類。

### 自願放棄
公民身分可能因為自願放棄而喪失。一些人會為了取得他國國籍而放棄原屬國的公民身分。

### 受褫奪身分
公民身分可能因為受褫奪而喪失。一些人的公民身分可能因以下原因被褫奪：
- 被發現曾以假結婚等欺騙手段取得公民身分
- 曾承諾過會在歸化後放棄原屬國公民身分，但沒有實現諾言
- 犯下如叛國罪等重罪

### 監護人因素
父母喪失公民身分時，其子女的身分可能會同時喪失。兒童在監護人改變時，也可能喪失原有的公民身分，例如：受外國人收養、父母离婚等。

### 自動喪失
除上述外，一些國家的規定會使觸犯條件的人自動喪失公民身分。這種情況可能是半自願的，即自願的作為導致了非自願的公民身分喪失。
常見的規定包括：
- 已自願取得他國公民身分者，喪失公民身分
- 正永久居住於國外者，喪失公民身分
- 正為他國軍隊工作者，喪失公民身分
- 未於規定年齡（通常為18到30歲）前完成公民宣誓等儀式者，喪失公民身分
- 未於規定年齡（日本為22歲）前放棄他國公民身分者，喪失公民身分

一些當事人或許會在不知情的情況下違反以上規定，而政府也很可能不知情。在政府發現前，當事人或許還能保有公民身分一段時間。

## 限制
一些國家有立法防止公民身分的喪失，尤其是為了保障喪失現有公民身分即為無國籍者，避免無國籍人士增加。
有些國際公約限制了政府將人民變成無國籍者，也限制個人自願成為無國籍者。減少無國籍狀態公約的第七條規定了放棄國籍的有效性需依據申請者具有他國國籍與否而定，但是此公約不被認定為强行法，對於未簽約國沒有約束力。

## 各國規定
多數國家都有放棄公民身分和褫奪公民身分的相關法規。
一些國家的法規被認為過於嚴格：
- 比利時——介於18歲到28歲的比利時公民，如居住於國外並違反特定條件，將喪失公民身分
- 日本——具有多重國籍的日本公民需在22歲前放棄他國公民身分，否則將失去日本公民身分
- 瑞士——瑞士公民需在25歲前辦理註冊，否則將失去公民身分

## 註腳
1. ↑  De Groot, Vink & Honohan 2013，第3–4頁
2. ↑  De Groot, Vink & Honohan 2013，第2頁
3. ↑  OPM 2001，第6頁
4. ↑  De Groot 2013，第1頁

## 外部連結
- Global Database on Modes of Loss of Citizenship （页面存档备份，存于）, by the Global Citizenship Observatory (GLOBALCIT), Florence, Italy